# Франсеск Обіолс
Франсеск Обіолс (кат. Francesc Obiols; нар. 10 березня 1975, Андорра) — андоррський футболіст, захисник. Захищав кольори національної збірної Андорри, у складі якої провів 1 матч. Відомий тим, що взяв участь у першому офіційному матчі збірної Андорри.

## Матчі за збірну
| #   | Дата       | Стадіон                      | Суперник | Рахунок | Турнір           | Місце   | Голи | Жовта картка · Червона картка | Капітан |
| --- | ---------- | ---------------------------- | -------- | ------- | ---------------- | ------- | ---- | ----------------------------- | ------- |
| 01. | 13.11.1996 | «Комуналь», Андорра-ла-Велья | Естонія  | 1—6     | Товариський матч | Андорра |      |                               |         |